# 中華民國臨時約法
《中華民國臨時約法》，又名臨時約法、民元約法，是中華民國成立後所制定的第一部憲制性法律，於1912年（民國元年）3月8日由位於南京的臨時參議院通過，3月11日由臨時大總統孫文公布施行。
《臨時約法》在袁世凱就任臨時大總統後生效，取代《中華民國臨時政府組織大綱》成為中華民國臨時政府與北洋政府早期的根本性法律。但袁世凱卻在上位後遣散國會，另立《中華民國約法》，成為一段小插曲。
《臨時約法》施行後於因為各派軍閥對臨時約法的態度不一，引發諸多存廢爭議。至1928年（民國17年），中國國民黨領導的國民革命軍北伐成功，國民政府統一中國後，臨時約法才完全退出歷史舞台。

## 制定背景
辛亥革命爆發後，中國同盟會等革命黨在南京組織中華民國臨時政府與臨時參議院，與位於北京的大清帝國政府相抗衡。後因戰事困頓，雙方開始進行南北議和，孫中山以讓出臨時大總統職位做為條件，希望當時掌控大清帝國主力軍隊北洋軍的內閣總理大臣袁世凱逼迫清帝退位。由於情勢所迫，大清帝國政府於1912年2月12日（宣統三年十二月廿五日）頒布清帝退位詔書，並「由袁世凱以全權組織臨時共和政府，與民軍協商統一辦法」。
清帝退位事成後，孫中山乃於1912年（民國元年）2月13日向臨時參議院提出辭任臨時大總統，臨時參議院並於2月15日選舉袁世凱為臨時大總統。但是以孫中山為首之中國同盟會勢力懼怕作為前清大臣的袁世凱就任國家元首後會回復專制，故主導臨時參議院制定了責任內閣制的《中華民國臨時約法》取代總統制的《中華民國臨時政府組織大綱》以限制袁世凱的權力。臨時約法於1912年（民國元年）3月10日袁世凱在北京宣誓就職臨時大總統後生效。

## 約法內容

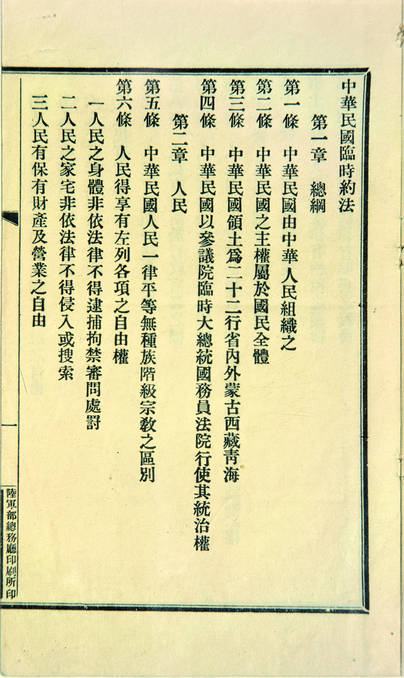
《中华民国临时约法》内容的一页

《中華民國臨時約法》雖非正式憲法，但已經有不少成文憲法中的要素，如對於人權之保障、法律保留原則與司法獨立等。其中明定「中華民國之主權屬於國民全體」，更是中國歷史上第一次将「主權在民」的思想立入法規。《臨時約法》參考西方流行之三權分立架構，在條文中明定立法、行政、司法等國家機關。政治體制則採用類似當時法國（法蘭西第三共和國）的責任內閣制，國家元首權力相對較小。
《臨時約法》總綱中規定，中華民國以參議院、臨時大總統、國務院、法院行使其統治權。詳細規定如下
| 權力分立 | 國家機關   | 組成方式                                                                                        |
| -------- | ---------- | ----------------------------------------------------------------------------------------------- |
| 立法     | 參議院     | 參議員由各省級級區域選派                                                                        |
| 行政     | 臨時大總統 | 由參議院選舉                                                                                    |
| 行政     | 國務院     | 由國務員組成，國務總理及各部總長均為國務員，国务员由总统提名，经参议院批准任命                  |
| 司法     | 法院       | 法官由臨時大總統及司法總長任命 （其他條文中另有提及最高法院（或大理院）與平政院等司法機關名稱） |

《臨時約法》另有附則規定臨時大總統應於期限內選舉並召集正式國會以制定正式憲法。

## 約法施行後之發展

### 袁世凱執政時期
1912年（民國元年）底至1913年（民國二年）初舉行了第一屆國會議員選舉，選出了包含參議院與眾議院的兩院制國會。選舉結果由孫中山與宋教仁領導的國民黨獲勝，拿下大多數第一屆國會議員席次。1913年（民國二年）3月20日，國民黨領袖宋教仁在上海的火車站預備起程赴北京時離奇遭到暗殺。孫中山與國民黨將幕後兇手指向袁世凱，發動二次革命意圖推翻袁世凱政府，但是為袁世凱所鎮壓。1913年（民國二年）10月6日，第一屆國會選舉袁世凱為第一任正式大總統。1913年（民國二年）11月，大總統袁世凱以國民黨發動二次革命為由，取消了國民黨籍國會議員之資格，第一屆國會遂因剩餘議員不足法定人數而無法成會。1914年（民國三年）5月1日，大總統袁世凱頒佈由其主導的約法會議通過之《中華民國約法》取代《臨時約法》。
之後袁世凱之思想逐漸偏離共和，計畫另立中華帝國，但遭遇各方反對後取消。袁世凱取消称帝後旋即於1916年（民國五年）6月6日過世，其原本統帥之北洋軍下屬各自立派系，形成北洋軍閥。

### 軍閥割據時期
袁世凱過世後，副總統黎元洪依照《臨時約法》繼任大總統，但是因為《臨時約法》中對政府運作之多數規定尚未完善，大總統黎元洪與國務院國務總理段祺瑞旋即發生府院之爭。1917年（民國6年）7月1日，受命前來調解府院之爭張勳於北京擁護大清帝國皇帝復辟，廢除《臨時約法》。後復辟軍隊被國務總理段祺瑞鎮壓，但平定後段祺瑞拒絕恢復《臨時約法》與第一屆國會，反而推動國會改選。此舉引發孫中山結盟部份軍閥於南方展開護法運動，號召第一屆國會議員南下廣州另組政府，中國陷入分裂。
1917年（民國6年）至1928年（民國17年）間中國北方與南方各有政府，互不從屬，而對《中華民國臨時約法》之態度也隨其領導人而變化。直至1925年（民國14年）以後，南北政府均不再堅持約法。
中國北方：
- 1918年（民國7年）年中，段祺瑞主導舉行國會議員選舉選出第二屆國會。
- 1922年（民國11年）4月，第一次直奉戰爭結束，曹錕、吴佩孚領導的直系軍閥控制北京並提出「法统重光」為號召，再度恢復《臨時約法》與第一屆國會。
- 1923年（民國12年）10月10日，復會的第一屆國會在曹錕主導下，組織憲法會議通過了《中華民國憲法》（曹錕憲法）取代《臨時約法》。
- 1925年（民國14年）4月24日，第二次直奉戰爭後。段祺瑞任臨時執政，發布命令称“法统已成陈迹”，废除《臨時約法》。

中國南方：
- 1917年（民國6年）8月25日，部份被北洋政府解職的第一屆國會議員在孫中山號召下南下廣州召開國會非常會議。孫中山更結盟部份南方軍閥，以廣東為基地組織中華民國軍政府展開護法運動，所護者即為《臨時約法》。
- 1925年（民國14年）7月1日，中國國民黨建立國民政府，蔣中正在南京另组國民政府後極少談及《臨時約法》，但未正式廢止。

### 國民革命軍北伐完成後
1928年（民國17年）12月29日，中國國民黨的國民革命軍北伐完成，國民政府形式上統一中國。1931年（民國20年）5月5日中國國民黨組織的國民會議通過了《中華民國訓政時期約法》並同年6月1日開始施行，《中華民國臨時約法》完全退出歷史舞台。